# Alan Gilbert

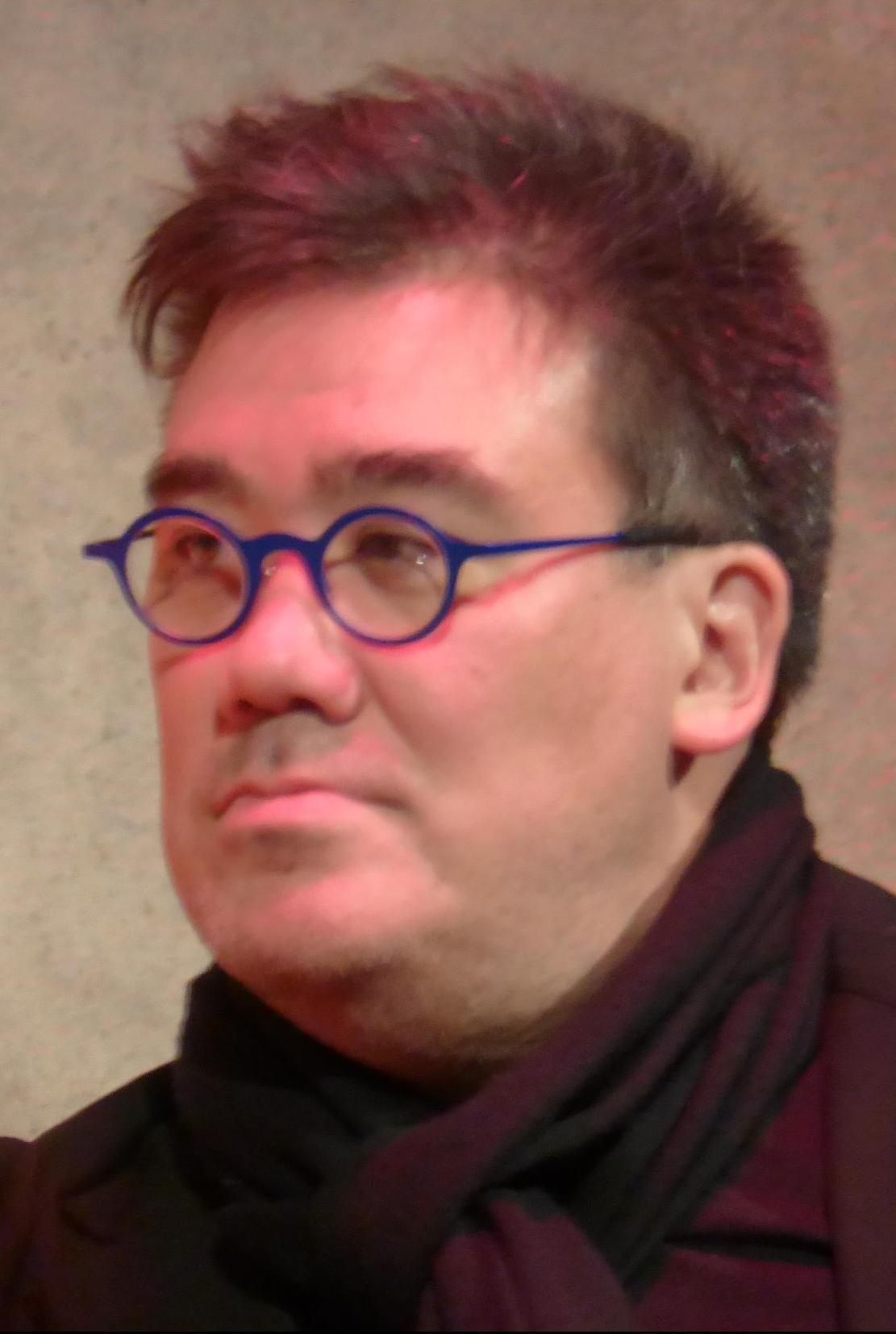
Alan Gilbert, 2016

Alan Gilbert (* 23. Februar 1967 in New York City) ist ein US-amerikanischer Dirigent. Er war von 2009 bis Juni 2017 Chefdirigent der New Yorker Philharmoniker und ist seit September 2019 Chefdirigent des NDR Elbphilharmonie Orchesters.

## Werdegang
Alan Gilbert ist der Sohn von Michael Gilbert, der bis zu seiner Pensionierung 2001 Geiger bei den New Yorker Philharmonikern war, und Yoko Takebe, die dort ebenfalls bis 2014 Geigerin war.
Er studierte Musik an der Harvard University, dem Curtis Institute of Music in Philadelphia und der Juilliard School of Music in New York bei Otto-Werner Mueller.
1994 gewann Alan Gilbert den 1. Preis beim Concours de Genève. Nach seinem Studium war er von 1995 bis 1997 Assistant Conductor des Cleveland Orchestra unter Christoph von Dohnányi.
Von 2000 bis 2008 amtierte Gilbert als Chefdirigent der Königlichen Philharmoniker Stockholm (Kungliga Filharmonikerna), deren Ehrendirigent er heute ist. Zusätzlich wirkte er von 2003 bis 2006 als Musikdirektor der Santa Fe Opera und von 2004 bis 2015 als Erster Gastdirigent des NDR Sinfonieorchesters in Hamburg. In dieser Funktion leitete er das Orchester mehrfach auf Tourneen.
Mit der Spielzeit 2009/10 trat Gilbert die Nachfolge von Lorin Maazel als Chefdirigent der New Yorker Philharmoniker an. Er ist damit der erste gebürtige New Yorker auf diesem Posten. Seine bis 2017 andauernde Amtszeit eröffnete er mit dem Werk EXPO des finnischen Komponisten Magnus Lindberg, der von 2009 bis 2012 Composer in Residence des Orchesters war. Seit 2009 hat Gilbert außerdem den William Schuman Chair in Musical Studies an der New Yorker Juilliard School inne, wo er unterrichtet und Konzerte leitet.
Seit 2014 ist er Mitglied der American Academy of Arts and Sciences.
Am 23. Juni 2017 kündigte der Norddeutsche Rundfunk an, dass Alan Gilbert mit Beginn der Spielzeit 2019/2020 für fünf Jahre die Nachfolge von Thomas Hengelbrock als Chefdirigent des NDR Elbphilharmonie Orchesters antreten werde. Sein Vertrag wurde bis 2029 verlängert.

## Privates
Alan Gilbert ist mit der Cellistin Kajsa William-Olsson verheiratet, die bei den Königlichen Philharmonikern Stockholm spielte. Sie haben drei Kinder und leben in New York City und Stockholm.